# Großgefleckter Spargelkäfer

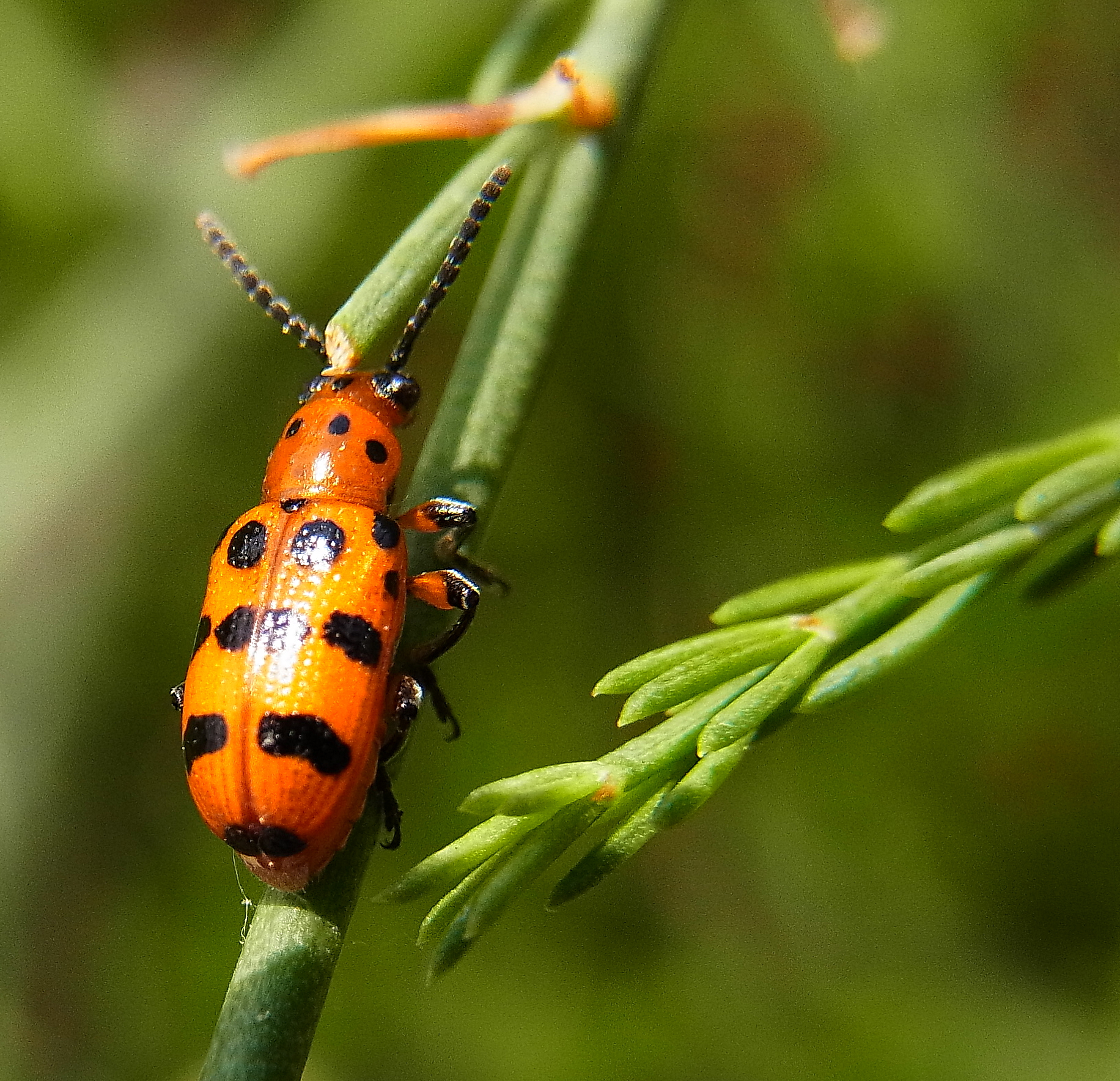
Abb. 1: Aufsicht

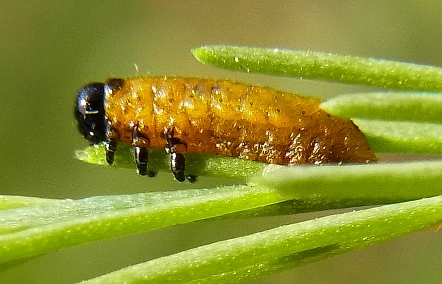
Abb. 2: Larve

Der Großgefleckte Spargelkäfer, auch Vierzehnpunkt-Spargelhähnchen, (Crioceris quatuordecimpunctata) ist ein Käfer aus der Familie der Blattkäfer (Chrysomelidae) und der Unterfamilie der Criocerinae. Von den sieben europäischen Arten der Gattung Crioceris kommen vier in Mitteleuropa vor und der Großgefleckte Spargelkäfer gehört zusammen mit Crioceris duodecimpunctata und Crioceris quinquepunctata zu den drei roten Arten mit schwarzen Flecken.
Der Gattungsname Crióceris ist von altgr. κριός „kriós“ für „Widder“ und κέρας „kéras“ für „Horn“ abgeleitet.  Der Artname quatuordecimpunctata (lat.) bedeutet „mit vierzehn Punkten“. In der Regel befinden sich auf jeder Flügeldecke sieben Punkte. Der Namensteil „Spargel“ bezieht sich auf die Wirtspflanze, der Namensteil „Hähnchen“ spielt auf die Zirptöne an, die die Crioceris-Arten durch Gegeneinanderreiben von gerillten Leisten auf Hinterleibssegment und Flügeldeckenunterseite hervorrufen können.

## Merkmale des Käfers
Der Käfer hat eine wenig variierende Länge von fünf bis 5,5 Millimeter. Größe, Anzahl und Form der schwarzen Punkte auf dem roten Körper variiert dagegen beträchtlich. Kopf und Halsschild sind etwa gleich breit und deutlich schmäler als die annähernd parallelen Flügeldecken.
Der Kopf ist vorgestreckt, und hinter den Schläfen nur seitlich verengt. Die Mundwerkzeuge zeigen schräg nach unten. Die Mandibeln sind einfach zugespitzt. Die mattschwarzen elfgliedrigen Fühler sind schnurförmig, die einzelnen Glieder gegeneinander abgesetzt. Sie sind vor den vorgewölbten Augen eingelenkt, ihr Abstand an der Basis jedoch kleiner als der Abstand der Augen. Die Fühler erreichen die halbe Körperlänge. Der Kopf trägt auf dem Scheitel einen schwarzen Fleck, außerdem ist er teilweise neben den Augen schwarz.
Der Halsschild ist überall abgerundet und hat keine Seitenrandkante. Er trägt gewöhnlich in der vorderen Hälfte vier bogenförmig angeordnete runde Flecke und vor dem Schildchen einen kleineren Fleck, der auch fehlen kann (Abb. 1).
Die Flügeldecken sind nicht ganz doppelt so lang wie gemeinsam breit. Die Seiten verlaufen annähernd parallel, hinten sind die beiden Flügeldecken gemeinsam verrundet. Sie sind gestreift punktiert. Jede Flügeldecke trägt gewöhnlich sieben größere und kleinere Flecken, die über die gesamte Flügeldecke verteilt sind. Sie können teilweise verschwinden, zeigen andrerseits die Tendenz, in Querrichtung miteinander zu verschmelzen. Das Aberrationsspektrum ist von dem Aberrationsspektrum der Art Crioceris duodecimpunctata durch die stets schwarze Flügeldeckenspitze zu unterscheiden. Häufig bilden die beiden Punkte nahe der Flügeldeckennaht auf halber Höhe ein breites, die Naht übergreifendes Band. Das kleine dreieckige Schildchen ist ebenfalls schwarz.
Die kurzen Beine sind überwiegend schwarz, die Schenkelbasis in der Regel rot. Die Tarsen sind alle viergliedrig. Das vorletzte Tarsenglied ist gelappt. Die ungezähnten Klauen sind an der Basis nicht miteinander verwachsen, sondern entspringen getrennt am Tarsenglied.

## Biologie
Die Käfer sind von Mai bis August auf Gemüsespargel zu finden, wo sich auch die Larven (Abb. 2) entwickeln. Entsprechend seiner Wirtspflanze kommt die Art an warmen, sonnigen und trockenen Stellen vor.
Die Art tritt stellenweise (insbesondere in China) als Schädling auf. Um die negativen Nebenwirkungen synthetischer Gifte zu umgehen, versucht man eine Bekämpfung mit biologischen Giften (von Bacillus thuringiensis extrahiertes „Cry3Aa“ und Sporen des Pilzes Beauveria bassiana) einzusetzen. Eine Kombination der beiden Stoffe hat sich in Versuchen sehr wirksam bei der Bekämpfung der Larven erwiesen.

## Verbreitung
Die hauptsächlich in Ost- und Südosteuropa verbreitete Art erreicht nach Westen Frankreich, fehlt aber in Italien und der Schweiz. Nach Osten dehnt sich das Verbreitungsgebiet bis ins nördliche China, Korea und Japan. In Deutschland ist der Käfer nicht häufig, aber auch nicht gefährdet (Kategorie 3).